# Metalloleptura gahani
Metalloleptura gahani là một loài bọ cánh cứng trong họ Cerambycidae.